# Cubaanse voetbalbond
De Asociación de Fútbol de Cuba of Cubaanse Voetbalbond (AFC) is de voetbalbond van het Caraïbische land Cuba. De voetbalbond werd opgericht in 1924 en lid van de FIFA in 1932. Het werd lid van de CONCACAF in 1961. Het organiseert onder andere de Campeonato Nacional de Fútbol de Cuba (clubcompetitie voor mannen). De voetbalbond is ook verantwoordelijk voor het Cubaans voetbalelftal.